# Convento de Mínimos de la Victoria (Segovia)
El convento de Mínimos de la Victoria fue un cenobio de la ciudad española de Segovia, ya desaparecido.

## Historia
En lugar donde después se alzaría el convento se alzaban en el primer cuarto del siglo XIV las casas de Mencía del Águila, gobernadora de la ciudad durante parte de la minoría de Alfonso XI.
En 1592, el religioso mínimo abulense fray Gerónimo de Castro llegó a la ciudad de Segovia con una licencia para fundar un convento previo consentimiento de la ciudad. Obtuvo este consentimiento y el obispo de Segovia, Andrés Pacheco, consiguió que un rico matrimonio sin hijos: Andrés Moreno de la Cueva, regidor de la ciudad; e Inés de Herrera; fueran patrones del nuevo cenobio. Eran estos señores propietarios de las casas que habían sido de Mencía del Águila, que dieron al convento.
Durante este proceso, murió fray Jerónimo de Castro, siendo enterrado en la iglesia de San Miguel.
Hacia principios del siglo XVII se realizaron las obras de construcción del convento. El 29 de septiembre de 1620 celebró la orden un capítulo provincial en el convento. Fue elegido como corrector fray Pedro de Amoraga, que sería recibido  por el obispo y cabildo de la catedral de Segovia en este templo, celebrando misa solemne después.
Tras diversas exclaustraciones desde 1808, en  1835 el convento sufrió la exclaustración definitiva. Su edificio pasó a ser teatro bajo diversos nombres: Principal, Victoria y Miñón. La iglesia del convento fue habilitada como restaurante y centro de arte a principios del siglo XXI.

## Descripción

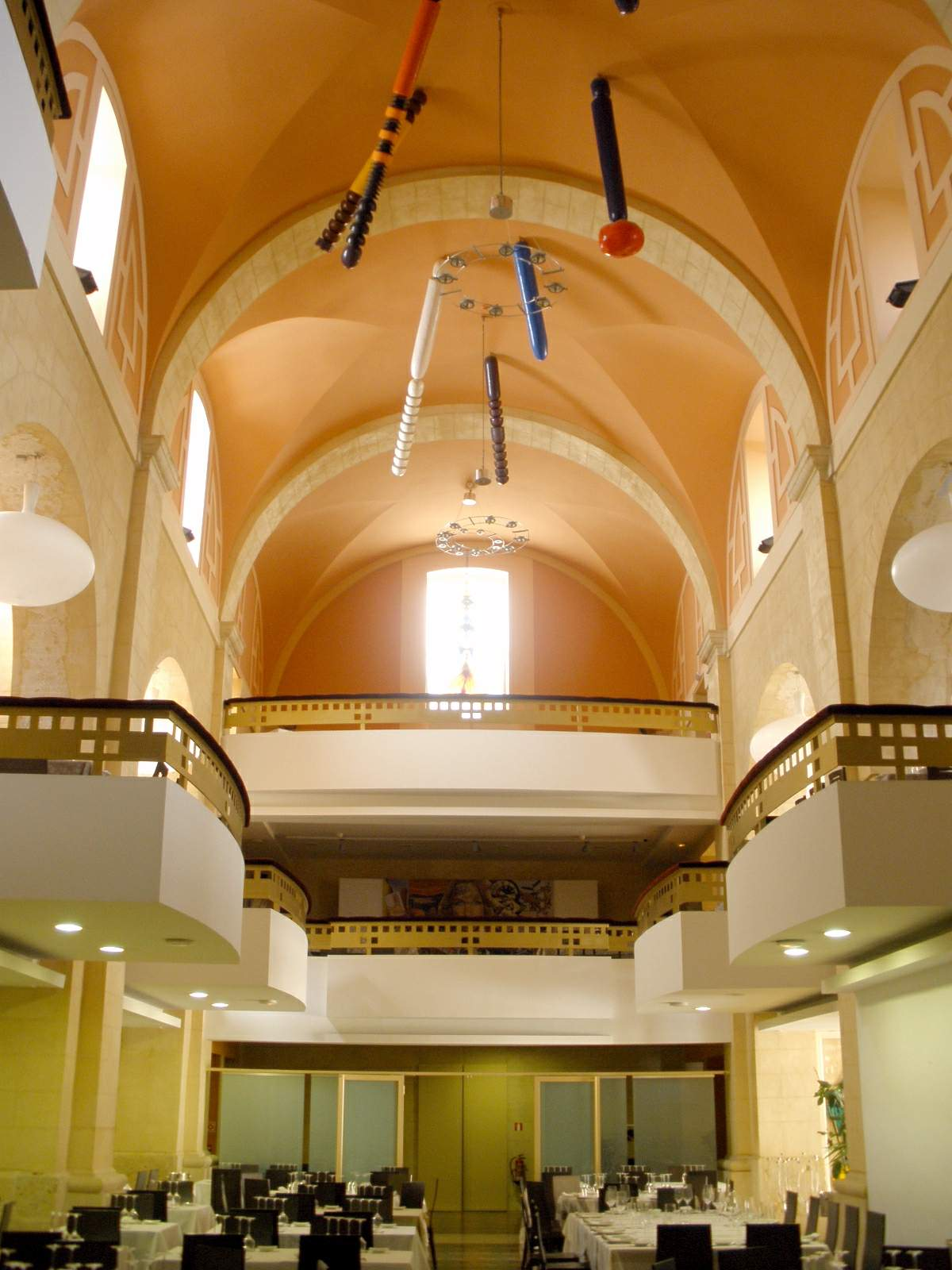
La antigua iglesia del convento reconvertida en restaurante.

El convento, ya desaparecido, estaba en la calle de la Victoria, a la que daba nombre. Una vez exclaustrados los frailes mínimos que allí residían, el lugar acogió un teatro. Aparece descrito en Las calles de Segovia (1918) de Mariano Sáez y Romero, en el epígrafe dedicado a la calle, con las siguientes palabras:

A la otra parte se halla lo que fué Convento de Mínimos de la Victoria, de donde toma el nombre la calle, enorme caserón que antes perteneció a la revoltosa D.ª Mencía del Águila, y después cuando la exclaustración de los frailes se dedicó el convento a casa de vecindad y lo que fué iglesia a teatro, el único que hubo en Segovia y luego el últimamente levantado en la Plaza Mayor. Se convirtió la capilla en escenario, y patio de espectadores, las capillas laterales en palcos y anfiteatros, y las celdas en cuartos de actores y allí se han celebrado con frecuencia, dos o tres temporadas al año, funciones, principalmente dramáticas, pues las pocas condiciones y capacidad local hacía difícil el representar zarzuelas y obras líricas o de música. En estos últimos años se dieron en el Teatro Miñón, que era su título, proyecciones de cinematógrafo.
(Sáez y Romero, 1918, pp. 192-193)

En el siglo XXI, apenas quedan ya las ruinas.

### Individuales
1. 1 2 3  Sáez y Romero, 1918, pp. 192-193.
2. ↑  Sáez y Romero, 1918, p. 193.
3. ↑  El Norte (28 de marzo de 2017). «Establecen medidas para proteger los restos arqueológicos del hotel Victoria». El Norte de Castilla. Consultado el 21 de mayo de 2023.